# Nancy Kulp
Nancy Jane Kulp (28 de agosto de 1921 - 3 de febrero de 1991) fue una actriz estadounidense, conocida principalmente por su trabajo como Miss Jane Hathaway en la popular serie televisiva The Beverly Hillbillies.

## Inicios
Nacida en Harrisburg, Pensilvania, era hija única de Robert I. Kulp, un agente de ventas, y Marjorie S. Kulp. La familia se trasladó de Pensilvania al condado de Miami-Dade, en Florida, antes de 1935.
Se graduó en periodismo por la Universidad Estatal de Florida en 1943, hizo un máster en Inglés y Francés en la Universidad de Miami, y formó parte de la Fraternidad Femenina Pi Beta Phi. A principios de los años cuarenta escribía para el Miami Beach Tropics, encargándose de redactar reseñas sobre celebridades como los Duques de Windsor o Clark Gable. En 1944 Kulp dejó la Universidad de Miami e ingresó como voluntaria en la Reserva Naval de los Estados Unidos a fin de servir durante la Segunda Guerra Mundial. Como miembro de la WAVES (Women Accepted for Volunteer Emergency Service), la Teniente J. G. Kulp recibió varias condecoraciones, entre ellas la Medalla Americana en Campaña, la Medalla del Servicio Nacional de Defensa, y la Medalla de Buena Conducta. Kulp dejó el servicio en 1946.
Kulp se casó con Charles Malcolm Dacus el 1 de abril de 1951 en el condado de Miami-Dade. Se divorciaron en 1961.

## Carrera interpretativa
Poco después de su matrimonio, Kulp se trasladó a Hollywood, California, para trabajar en el departamento de relaciones públicas de un estudio, pero el director George Cukor la convenció para trabajar ante las cámaras.
Su debut como actriz de carácter en el cine tuvo lugar en 1951 en The Model and the Marriage Broker. Posteriormente intervino en diferentes títulos, entre ellos Shane, Sabrina, y A Star is Born. Tras trabajar en televisión en The Bob Cummings Show, volvió al cine para actuar en Forever, Darling, Las tres caras de Eva, The Parent Trap, Who's Minding the Store? y Los Aristogatos.

### Actuaciones televisivas

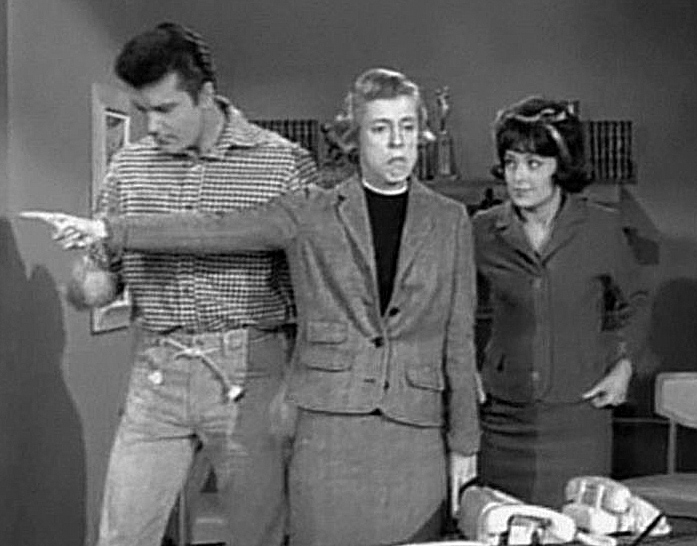
Kulp (centro) con Max Baer Jr. y Sharon Tate en The Beverly Hillbillies (1965).

En 1955 entró a formar parte del elenco de The Bob Cummings Show, junto a Bob Cummings, interpretando a Pamela Livingstone. 
Kulp también trabajó en un episodio de I Love Lucy, en el de 1957 titulado "Lucy meets the Queen."  Así mismo actuó en varios capítulos de Perry Mason, The Jack Benny Program, 87th Precinct, The Twilight Zone y The Outlaws.
En 1962 consiguió el papel por el que fue más conocida, el de Jane Hathaway, la solterona de la serie televisiva The Beverly Hillbillies. Ella siguió trabajando en el show hasta el momento de su cancelación en 1971. En 1967 fue nominada por su papel a un Premio Emmy. Tras The Beverly Hillbillies, Kulp hizo papeles en The Brian Keith Show y en Sanford and Son. Además de la televisión, también hizo algunas actuaciones teatrales en el circuito de Broadway, entre ellas "Morning's at Seven" en 1981.

## Carrera política
En 1984, tras trabajar con el Comité Estatal Demócrata en Pensilvania "en proyectos diversos" a lo largo de varios años, Kulp se presentó a las elecciones a la Cámara de Representantes de los Estados Unidos por el Partido Demócrata de los Estados Unidos, pero su campaña no tuvo éxito. Las elecciones fueron ganadas por el candidato republicano, Bud Shuster, en un año en el cual el presidente Ronald Reagan ganó de manera arrolladora la reelección. Para su desgracia, su compañero en Hillbillies, Buddy Ebsen, apoyó a Shuster, e incluso apareció en un comercial radiofónico en el que etiquetaba a Kulp de ser demasiado liberal. Shuster derrotó a Kulp con el sesenta y siete por ciento de los votos.
Tras su derrota política, Kulp trabajó para el Juniata College de Pensilvania como Artista Residente. Más adelante enseñó interpretación y se retiró a vivir a una granja en Connecticut y, después, a Palm Springs, California.

## Fallecimiento
A Kulp le diagnosticaron un cáncer en 1990, siendo tratada con quimioterapia. En 1991 el cáncer se había diseminado, y Kulp falleció el 3 de febrero en casa de una anemia en Palm Desert, California. Fue enterrada en el Cementerio Westminster Presbyterian de Mifflintown, Pensilvania.